# Bf9k
BF9K är ett lednings- och produktcertifieringssystem direkt anpassat till företag i byggbranschen, som ställer krav på kvalitets-, miljö- och arbetsmiljö. 
Det ställs krav på kontroller i projekten mot gällande samhällskrav i Plan- och bygglagen, Boverkets byggregler, EKS, miljöbalken och arbetsmiljölagen. Detta är numera likt kraven i ISO 9000 och ISO 14000, där man sedan länge har direkta krav på efterlevnad av miljölagar (ISO 14001), men där man efter senaste uppdateringen (2015) av ISO 9001 nu även ställer krav på att företagen håller reda på lagar, regler och andra krav. Medan ISO 9001 framförallt ställer krav på hantering av processer ställs kraven i BF9K framförallt på produkten. BF9K har funnits sedan år 2000, då det togs fram av Stockholms Byggmästareförening tillsammans med Sveriges provnings- och forskningsinstitut. Certifieringen sköts av Det Norske Veritas.